# ネナシカズラ属
ネナシカズラ属（ネナシカズラぞく、Cuscuta）はつる性の寄生植物からなる属。クロンキスト体系では単独でネナシカズラ科 (Cuscutaceae) としているが、ヒルガオ科に含めることも多い（分子遺伝学的にもヒルガオ科の系統に属すとされるので、APG植物分類体系でもヒルガオ科とする）。
多くの種は全寄生植物で葉緑素がなく、その代わり黄色、橙色、赤などに着色する。つるが分岐しながら伸びて寄主植物や地面を覆い、「ラーメン」・「網」あるいは「太い髪の毛」のように見えたりする。

## 種類・分布
100ないし170種を含み、世界の温帯から熱帯に広く分布し、特に熱帯に多くの種類がある。

- 日本国内の種
  - ネナシカズラ（C. japonica：日本全土、東アジアに分布）
  - マメダオシ（C. australis：日本全国からオーストラリアまで）
  - ハマネナシカズラ（C. chinensis：南日本からオーストラリアまでの海岸）、環境省レッドデータブックにも絶滅危惧IA類（CR）
  - クシロネナシカズラ（C. europaea：北海道からユーラシア、北アフリカまで）、環境省レッドデータブックにも絶滅危惧IA類（CR）
  - アメリカネナシカズラ（C. pentagona）が帰化植物として見られる、この種は害草として問題になっている。

本属の植物はクスノキ科のスナヅル属に外部形態がよく似ている。しかしながら、両属の細部構造や系統は異なっており、収斂進化の一例とされている。日本にも分布するスナヅル属のスナヅルは熱帯から亜熱帯の海岸域で普通に見られる。

## 性質

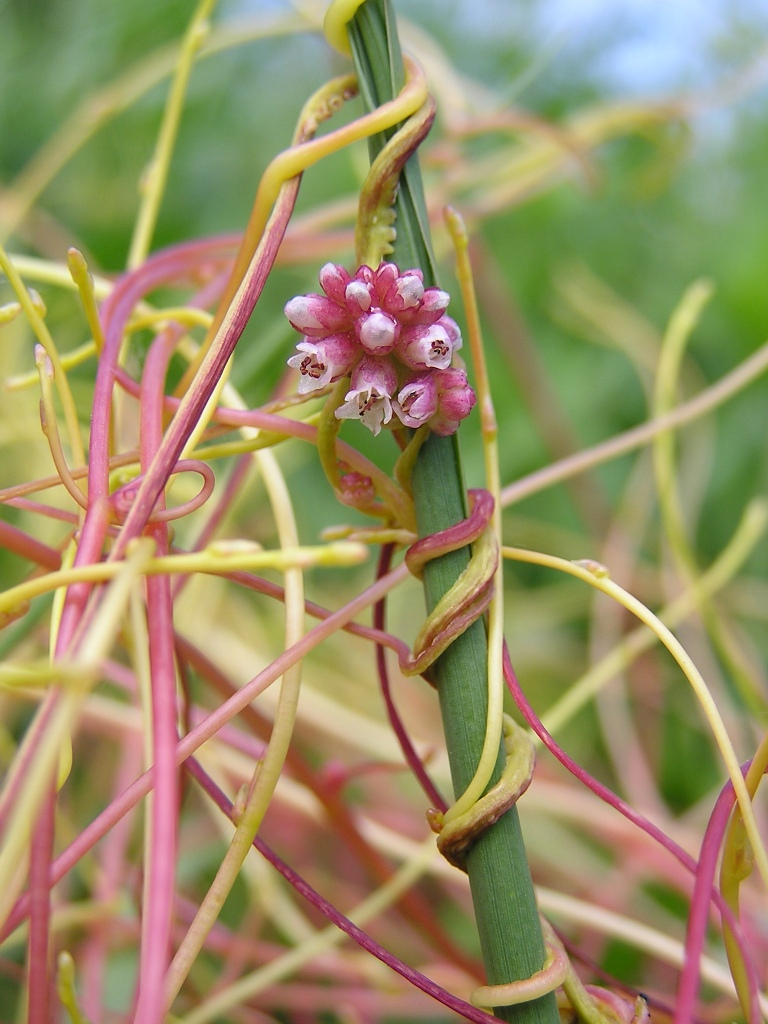
クシロネナシカズラの花序

種子は地中・地表で発芽し、初めは根がある。発芽後数日以内に寄主植物にたどり着けないと枯れる。クシロネナシカズラについては揮発性物質（"におい"）で寄主を選ぶという研究報告もある。つるが伸びて寄主に巻きつくと、寄生根を出して寄主の茎の維管束に挿しこみ、ネナシカズラという名の通りに元の根は枯れる。
葉はあるが鱗片状でごく小さい。葉緑素を持ちわずかに光合成するもの（C. reflexaなど）もあるが、全く葉緑素を持たないものが多い。花は花冠はある（つぼ状、5裂）が小型で、花序をつくるが茎と同じような色であまり目立たない。果実は蒴果、種子は小さく多数あり、数年以上生存する。
寄主植物の範囲は広く、同時に複数の寄主に寄生することもある。熱帯では多年生で、高く伸びて樹木を覆うこともあり、また作物に多大な被害を及ぼすことも多い。温帯では一年草でそれほど大きくはならないが、マメダオシという種名のように作物を害することもある。被害の程度は寄生種および寄主の種類による。また寄主がウイルスに感染した場合にはそれに対する抵抗性を低下させ、さらに複数の寄主に寄生している場合にはウイルスを媒介することにもなる。

## 用途
ネナシカズラの種子は菟絲子（としし、菟糸子とも）といって漢方では補陽・固精・明目・止瀉・強壮の効能があり、一般には滋養強壮剤として腎陰虚や腎陽虚などに用いられる。なお、ハマネナシカズラやマメダオシからも同様の薬が作られる。
ネナシカズラを搾って汁を出し、イボの患部に塗って治すという伝統風習が長野県阿智・喬木地域にある。

## ギャラリー

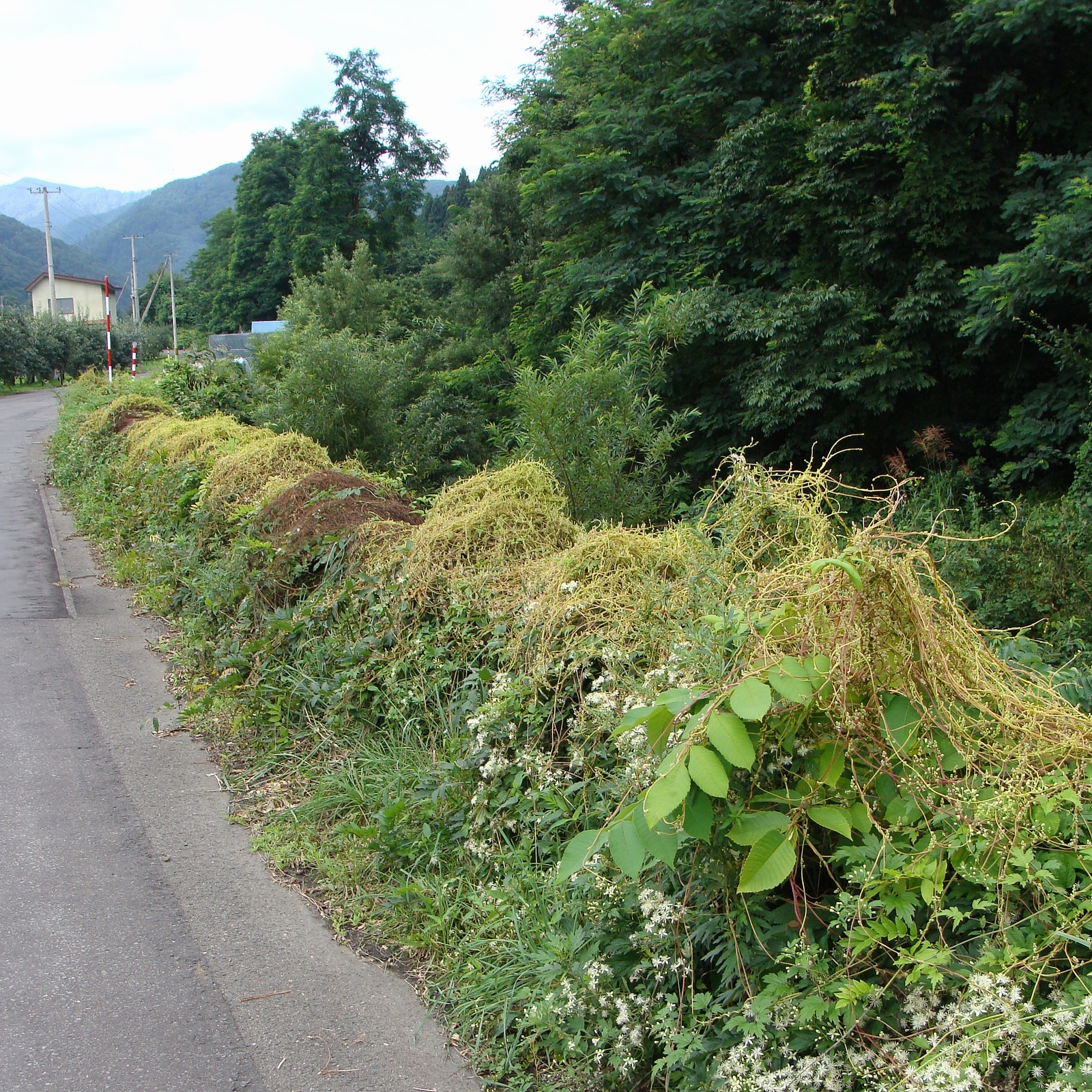
道端に繁茂したネナシカズラ
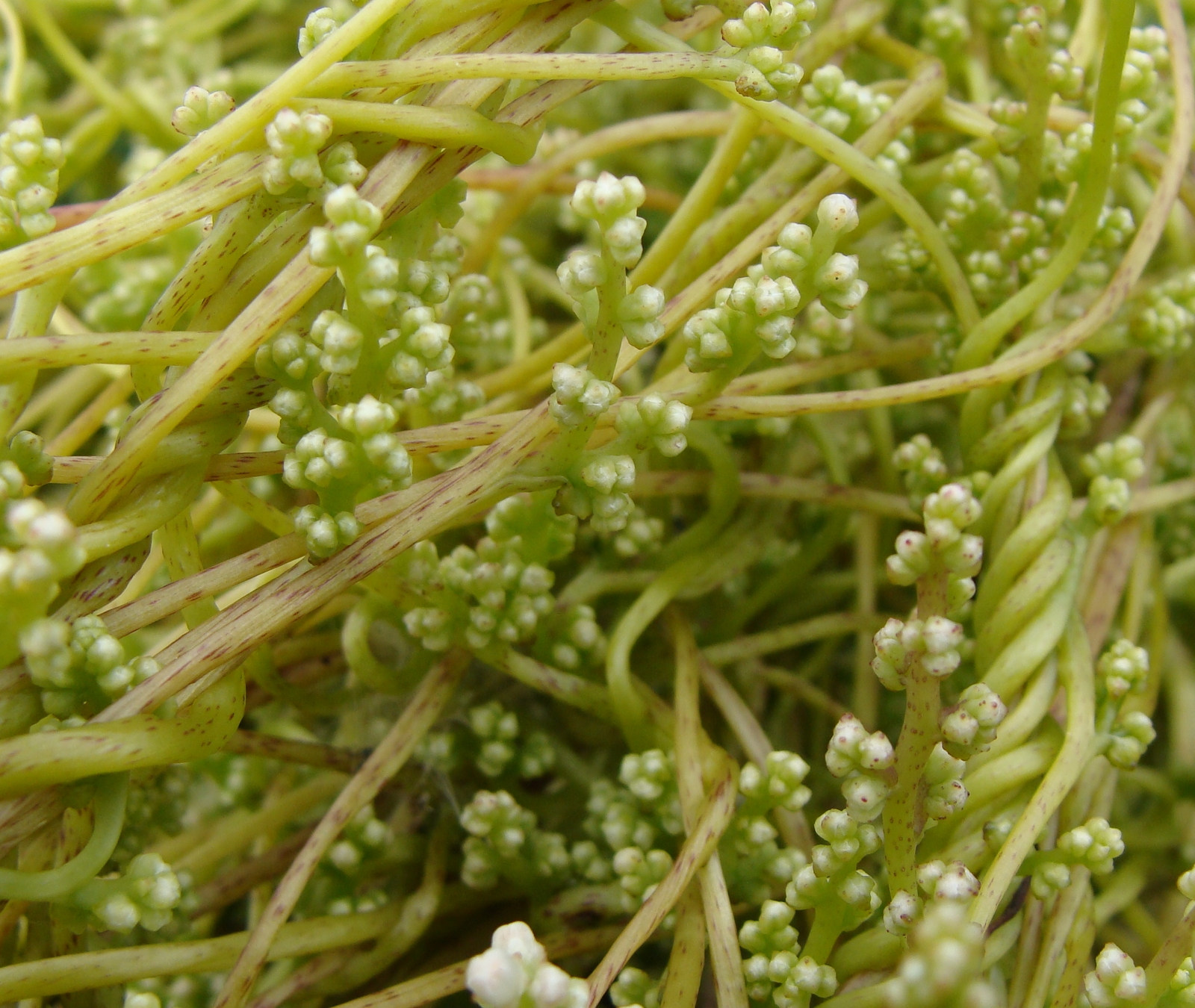
同上・一部を拡大
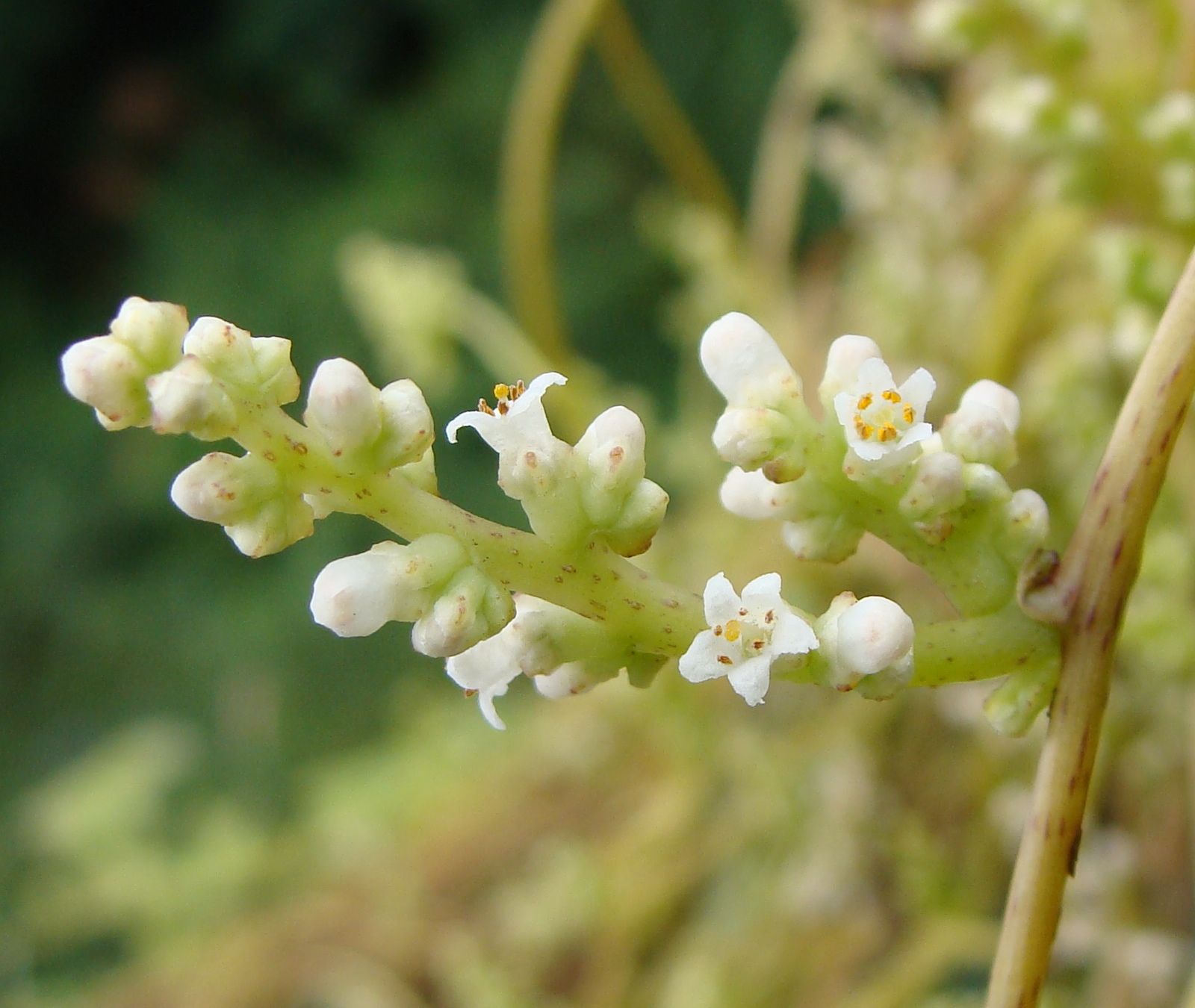
同じく花序